# Joachim von Heydebreck

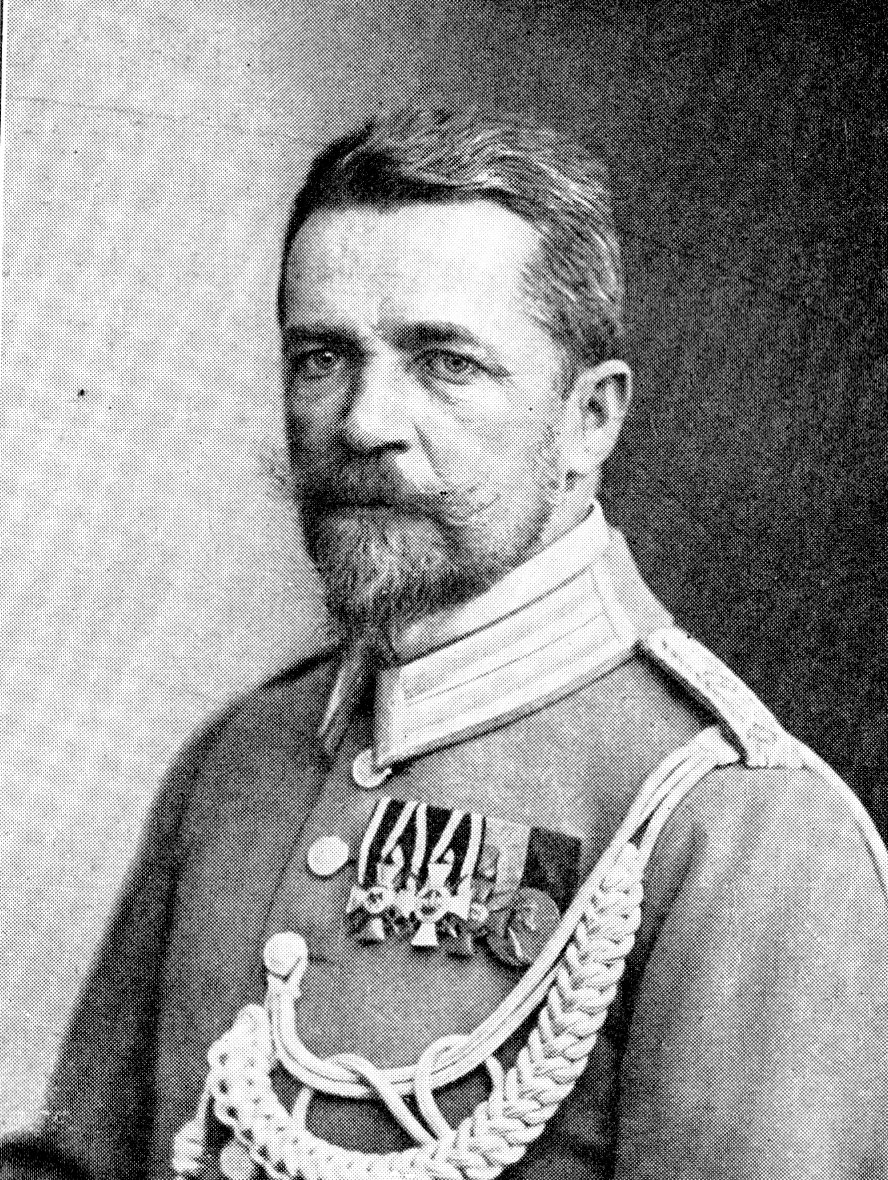
Oberstleutnant Joachim von Heydebreck (1861–1914) um 1912

Joachim Friedrich von Heydebreck (* 6. Oktober 1861 in Schwedt; † 12. November 1914 in Kalkfontein) war ein preußischer Oberstleutnant und Kommandeur der Schutztruppe in Deutsch-Südwestafrika.

## Leben
Joachim von Heydebreck war nach Claus von Heydebreck der zweitälteste Sohn des preußischen Generalleutnants und Abgeordneten Henning von Heydebreck (1828–1904) und dessen Ehefrau Anna, geborene von Colmar (1837–1879). Er wurde 1861 in Schwedt geboren und wuchs auf dem nahegelegenen Anwesen seiner Familie in Zützen auf. Nachdem er 1882 seine Schulausbildung am Königlichen Pädagogium Putbus auf Rügen abgeschlossen hatte, trat er dem 2. Garde-Feldartillerie-Regiment der Preußischen Armee in Berlin bei. Im Laufe seiner militärischen Karriere wurde er 1884 er zum Sekondeleutnant befördert, dann 1891 zum Premierleutnant, 1898 Hauptmann, 1907 Major und 1913 Oberstleutnant.
1896 verpflichtete sich Joachim von Heydebreck für die Schutztruppe in Deutsch-Südwestafrika. Dort nahm er unter anderem an der Schlacht am Grootberg (1897/98) teil. Anschließend übernahm er das Kommando über eine Kompanie der Truppe. 1903 begleitete er Theodor Leutwein in den Süden zur Niederschlagung des Aufstands der Bondelswart. Während des Aufstands der Herero und Nama kommandierte er eine Artillerieeinheit.
1905 kehrte Joachim von Heydebreck vorübergehend aus gesundheitlichen Gründen nach Deutschland zurück. Danach war er als militärischer Berater für den Gouverneur der Kolonie tätig. Ab 1907 war er an der Reorganisation des Polizeiapparats in Deutsch-Südwestafrika beteiligt und wurde zum ersten Polizeiinspektor ernannt, was er bis 1910 blieb. Gleichzeitig hatte er dadurch einen Sitz in der Regierung inne. Von 1910 bis 1912 war er kommissarisch als Kommandeur der Schutztruppe tätig, danach schließlich dauerhaft bis zu seinem Tod 1914. Er war damit beauftragt, die Schutztruppe auf die Niederschlagung von Aufständen Einheimischer und Überfälle aus den Nachbarländern vorzubereiten.
Mit Ausbruch des Ersten Weltkriegs kämpfte er 1914 mit der Schutztruppe gegen die Truppen des Premierministers Louis Bothas und des Kriegsministers Jan Smuts aus Südafrika. Die Schutztruppe umfasste zu Friedenszeiten 1.800 Mann; durch Landespolizei, Reservisten und Landsturm wurde sie auf fast 6.000 Mann verstärkt. Mit einer Kolonne von 300 Mann erzwang Heydebreck den einzigen Sieg der Schutztruppe in Südwestafrika in der Schlacht bei Sandfontein. Mit unkonventionellen Methoden versuchte er die zahlenmäßig überlegenen Südafrikaner – General Botha hatte 50.000 Mann und 15.000 Fahrzeuge – aufzuhalten. Sein Wahlspruch wurde: „Ein Schutztruppler kann alles, gebt ihm etwas Draht eine Zange und einige Blechdosen und er kann ein Unterseeboot daraus machen!“ Bevor es zu dem Waffenstillstand zwischen Gouverneur Seitz und General Botha bei km 500 der Otavieisenbahn kam, starb von Heydebreck bei einem Unfall durch eine explodierende selbstkonstruierte Gewehrgranate der eigenen Männer.
Joachim von Heydebreck war Ehrenritter des Johanniterordens. Er war mit der verwitweten Ruth Selle, geborene von Werder, verheiratet und Adoptivvater ihres Sohns aus erster Ehe.